# Jämtlands Väl Bräcke
Jämtlands Väl Bräcke (JVB) är ett lokalt politiskt parti i Bräcke kommun, som bildades inför valet till kommunfullmäktige 2018.
I valet till kommunfullmäktige i Bräcke kommun 2018 fick Jämtlands Väl Bräcke 94 röster, vilket motsvarade 2,28 procent av rösterna och erhöll ett mandat i kommunfullmäktige.

## Valresultat
| År   | Röster | %    | Mandat  |
| ---- | ------ | ---- | ------- |
| 2018 | 94     | 2,28 | 1 av 31 |
| 2022 | 216    | 5,59 | 2 av 27 |